# Salvador Vergés i Tejero
Salvador Vergés i Tejero   (Olot, 1976) és un enginyer de ponts i camins, empresari del sector agroalimentari i polític català. Ha sigut diputat al Parlament de Catalunya des de 2021.

## Biografia
Fill de l'escriptor i novel·lista Salvador Vergés i Cubí, l'any 2000 es va llicenciar en enginyeria de camins, canals i ports a la Universitat Politècnica de Catalunya, especialitzant-se en estructures.
Com a enginyer, va treballar a diverses empreses del sector de l'enginyeria civil i l'edificació, així com a l'Ajuntament d'Olot.
Durant la dècada de 2010 va treballar a diverses empreses del sector agrícola, ramader i alimentari de la Garrotxa. Ha sigut soci i pagès de l'explotació Carrera d'en Bas, ha treballat a la Cooperativa Verntallat i ha set director de Bas Alimentària. També ha treballat per Noel Alimentària, on va exercir diversos càrrecs entre 2015 i 2020.
Durant la pandèmia de covid-19 va fer de videorastrejador de fauna. Durant juny de 2020 fou molt breument secretari nacional de l'Assemblea Nacional Catalana, d'on va dimitir per desavinences amb Elisenda Paluzie. Des de 2021 és diputat al Parlament de Catalunya per Junts per Catalunya per la circumscripció electoral de Girona.Forma part de l'executiva nacional del partit.
El 2024 es presenta a les eleccions al Parlament de Catalunya com a cap de llista per Girona de Junts per Catalunya.
Des d'octubre de 2024 és vocal d’infraestructures del seu partit.
És membre de la Junta del Cercle Euram Garrotxa, del Fòrum Carlemany, de la Comissió d'Esports de la Cambra de Comerç de Barcelona i del Patronat de la Fundació Biot. És germà de l'arquitecte Arnau Vergés.

## Premis i reconeixements
El 2015 va rebre el premi al PITA Millor Jove Emprenedor Innovador Agroalimentari 2015 segons la Generalitat de Catalunya. El 2016 va rebre el Premi Millor Jove Iniciativa Empresarial 2016 de la Cecot. El 2019 va rebre el Premi Connexió a la Iniciativa Empresarial en l'Àmbit Tecnològic, atorgat per Feceminte.